# Coryphodonta ikonnikovi
Coryphodonta ikonnikovi är en insektsart som beskrevs av Bei-bienko 1935. Coryphodonta ikonnikovi ingår i släktet Coryphodonta och familjen vårtbitare. Inga underarter finns listade i Catalogue of Life.